# Bariumhydroxid
Bariumhydroxid, Formel: Ba(OH)2, ist das Hydroxid des Erdalkalimetalls Barium. Es ist in wässriger Lösung eine starke Base.

## Gewinnung und Darstellung
Ausgehend vom Schwerspat (Bariumsulfat) BaSO4 wird Bariumhydroxid aus Bariumoxid oder Bariumsulfid gewonnen:
Bariumoxid reagiert mit Wasser zum Bariumhydroxid:
{\displaystyle \mathrm {BaO+H_{2}O\longrightarrow Ba(OH)_{2}} },
{\displaystyle \mathrm {Ba(OH)_{2}+8\ H_{2}O\longrightarrow Ba(OH)_{2}\cdot 8\ H_{2}O} }.
Bariumsulfid reagiert mit Wasser zu Bariumhydroxid und Schwefelwasserstoff:
{\displaystyle \mathrm {BaS+2\ H_{2}O\longrightarrow Ba(OH)_{2}+H_{2}S} }.

## Eigenschaften

### Physikalische Eigenschaften
Bariumhydroxid ist eine feste, aus farblosen Kristallen bestehende Substanz. Es ist polymorph. Die α-Phase ist eine Hochtemperaturform; sie kann durch Abschrecken metastabil bei Raumtemperatur erhalten werden. Sie kristallisiert orthorhombisch, Raumgruppe Pnma (Raumgruppen-Nr. 62), mit den Gitterparametern a = 11,01 Å, b = 16,50 Å und c = 7,095 Å. Die bei Zimmertemperatur stabile β-Form ist monoklin, Raumgruppe P21/n (Nr. 14, Stellung 2), mit den Gitterparametern a = 9,409 Å, b = 7,916 Å, c = 6,775 Å und β = 95,81°. Bariumhydroxid bildet drei Hydrate, ein Monohydrat, ein Trihydrat und ein Octahydrat.
Die Löslichkeit in Wasser ist stark temperaturabhängig, bei 20 °C lösen sich 56 g/l Wasser, bei 80 °C 947 g/l Wasser. Die wässrige Lösung, auch Barytwasser genannt, reagiert stark alkalisch, da Bariumhydroxid fast vollständig in Ionen dissoziiert. Eine gesättigte Lösung hat einen pH-Wert von 14.

### Chemische Eigenschaften
Bariumhydroxid bildet in wässriger Lösung mit Kohlenstoffdioxid oder anderen carbonathaltigen Salzen einen schwer löslichen Niederschlag aus Bariumcarbonat:
{\displaystyle \mathrm {Ba(OH)_{2}+CO_{2}\longrightarrow BaCO_{3}\downarrow +H_{2}O} }
Es kann so zum qualitativen Nachweis von Carbonationen herangezogen werden.

## Verwendung
- Glas- und Keramikherstellung. Teilweise als Ersatz für Bariumcarbonat
- Wasserenthärtung
- Im 18. Jahrhundert in Verbindung mit Ammoniumthiocyanat zur Eisherstellung verwendet, aufgrund der stark endothermen Reaktion. (Reaktion ist exergonisch.)
- Zum Nachweis von Kohlenstoffdioxid und Carbonaten
- Das Octahydrat kann als Wärmespeicher verwendet werden[4]